# Maratonløb
Maratonløb er et 42,195 km langt landevejsløb i atletik.
Da de første moderne olympiske lege blev planlagt af Baron Pierre de Coubertin foreslog en af hans venner Michel Bréal som var historiker og medlem af det Franske Akademi, at afvikle et løb fra Marathon til Athen. Ideen blev hurtigt accepteret trods den omstændighed at antikkens olympiske lege i oldtidens Grækenland ikke havde længere løbedistancer end omkring 3-4 km. Maratonløb ved de første olympiske lege blev en succes, det 40 km lange løb blev nemlig vundet af hjemmeløberen Spiridon Louis.
| Den olympiske maratondistance |               |
| OL                            | Distance (km) |
| 1896                          | 40            |
| 1900                          | 40,26         |
| 1904                          | 40            |
| 1906                          | 41,86         |
| 1908                          | 42,195        |
| 1912                          | 40,2          |
| 1920                          | 42,75         |
| fra 1924                      | 42,195        |

Den nuværende maratondistance (42,195 km) blev første gang løbet ved de olympiske lege i London 1908 hvor distancen, der blev løbet havde start ved Windsor Castle og mål ved den kongelige loge på det olympiske stadion. Dette efter ønske fra de kongelige.
Først i 1921 blev 42,195 km "officielt" godkendt af IAAF. I Danmark løb man 40 km frem til 1936, først ved DM 1937 var distancen 42,195 km. 
Danmarks første maratonløb blev arrangeret af AIK 95 og fandt sted den 25. oktober 1896. Løbet startede på Østre Allé, og ruten gik ad Birkerødvejen til Hørsholm og retur. Senere viste det sig, at distancen var for kort, 39,1 km i stedet for datidens maratondistance 40,2 km, Løbet som havde 18 startende og 9 fuldførende blev vundet af Christian Andersen i tiden 3.26,20.
Det første danske mesterskab på maratondistancen gennemførtes 1910. I Danmark gennemføres der årligt flere maratonløb blandt andet; Copenhagen Marathon i København, H.C. Andersen Marathon i Odense, Aalborg Brutal Marathon i Aalborg, Viborg City Marathon i Viborg, Skagen Marathon i Skagen og Skjern Å Running Challenge i Vestjylland.
Maratondistancen indgår som tredje disciplin i triatlons Ironman.

## Maratonløbets forhistorie
I 490 f.Kr. mens athenienserne afventede, at den persiske hær skulle angribe dem, blev soldaten Phidippedes sendt som løbende kurér til Sparta for at bede om hjælp. Det danner baggrunden for den velkendte legende om soldaten, der løb hjem til Athen med budskabet om sejren ved Marathon. Den Internationale Olympiske Komite bedømmer afstanden mellem Marathon og Athen til at være 34,5 km, men der er altså ingen historisk baggrund for legenden, som først er nedskrevet af Plutarch i det 1. århundrede e.Kr.

## Rekorder
Indtil 2004 blev der ikke registreret officielle rekorder i maratonløb, grundet ruternes forskellige beskaffenhed. Herefter valgte det Internationale Atletikforbund at anerkende rekorder på distancen, forudsat at visse forhold var opfyldt for ruterne.
Verdensrekorderne indehaves pr. 13. oktober 2019 af:
- Mænd: Kelvin Kiptum, Kenya med tiden 2.00.35 sat i Chicago Marathon 8. oktober 2023[2]
- Kvinder: Brigid Kosgei, Kenya med tiden 2.14.04 sat i Chicago Marathon 12. oktober 2019[3]

Gennem en række år har grænsen på 2 timer for mænd været anset for nærmest magisk, idet det ikke lykkedes for selv de bedste løbere at komme under denne tid, når der blev arrangeret specielle forsøg herpå. Men 12. oktober 2019 lykkedes det for den daværende verdensrekordholder Eliud Kipchoge at bryde grænsen, da han løb distancen på 1.59.40. Tiden anerkendes dog ikke som officiel verdensrekord, idet løbet var specielt tilrettelagt for Kipchoges præstation med brug af en række hjælpere til dels at sætte farten, dels at beskytte Kipchoge mod vinden.
De hurtigste danske tider for henholdsvis kvinder og mænd er (pr. 18. januar 2013):
2.29.34 (Dorthe Skovshoved Rasmussen fra Glostrup IC 23. april 1989 i London Marathon) og 2.09.43 (Henrik Jørgensen fra Herlev Atletik 21. april 1985 i London Marathon).
Verdensrekorden for flest antal gennemførte maratonløb indehaves af den danske løber Annette Fredskov, der i løbet af 365 dage gennemførte 366 maratonløb. Det 366. løb blev løbet søndag den 14. juli 2013.